# Poás
Vulkan Poás (špansko Volcán Poás) je aktiven 2697 metrov visok stratovulkan v osrednji Kostariki in je v narodnem parku vulkana Poás. Od leta 1828 je izbruhnil 40-krat, vključno z aprilom 2017, ko so evakuirali obiskovalce in prebivalce. Vulkan in okoliški park sta bila zaprta skoraj 17 mesecev, okoli kraterja, ki je izbruhnil, pa je bil vzpostavljen 2,5-kilometrski varnostni pas. S 1. septembrom 2018 je park ponovno odprt z omejenim dostopom samo do območja opazovanja kraterjev in zahteva rezervacijo na spletni strani narodnega parka. Bližnje poti do Botoškega jezera in muzej v centru za obiskovalce so ostali zaprti. Vulkan je septembra 2019 dvakrat na kratko izbruhnil.

## Kraterski jezeri
V bližini vrha sta dve kraterski jezeri. Severno jezero je znano kot Laguna Caliente ('vroča laguna') in je na višini 2300 m v kraterju, širokem približno 0,3 km in globokem 30 m. Je eno najbolj kislih jezer na svetu. Kislost se spreminja po dežju in spremembah vulkanske aktivnosti, včasih doseže pH skoraj 0. Dno tega jezera je prekrito s plastjo tekočega žvepla. Kislost in temperaturna nihanja v jezeru in zapletena, strupena kemija žvepla in železa (predvideva se, da je podobna razmeram na zgodnji Zemlji in Marsu) omejujejo vodno življenje na posebej prilagojene bakterije Acidiphilium. Kisli plini nad tlemi ustvarjajo kisli dež in kislo meglo, ki povzročajo škodo okoliškim ekosistemom in pogosto dražijo oči in pljuča.
Jezero Botos, južno jezero, zapolnjuje neaktivni krater, ki je zadnjič izbruhnil leta 7500 pr. n. št. Hladno je in jasno ter je obdano z oblačnim gozdom znotraj meja nacionalnega parka.

## Zgodovina izbruhov
17. maja 1953 je prišlo do izbruha, ki je začel cikel, ki je trajal do leta 1956. Vsaj dve osebi sta bili pogrešani.
Poás je bil blizu epicentra potresa z magnitudo 6,1 januarja 2009, ki je ubil najmanj štirideset ljudi in prizadel Fraijanes, Vara Blanco, Cinchona (najbolj prizadeto območje), glavno mesto San José in regijo Osrednje podolje v Kostariki.
Leta 2009 je prišlo tudi do eruptivne dejavnosti, ki je vključevala manjše freatske izbruhe in zemeljske plazove znotraj severnega aktivnega kraterja. Izbruhi Poása pogosto vključujejo gejzirju podobne izbruhe vode iz kraterskega jezera.
25. februarja 2014 je spletna kamera vulkanološkega in seizmološkega observatorija Kostarike (OVSICORI) posnela trenutek, ko je temen oblak eksplodiral približno 300 m v zrak iz ogromnega kraterja vulkana Poás. Ta vulkan je še danes aktiven.
Poás je eden od 9 vulkanov, ki jih trenutno spremlja projekt Deep Earth Carbon Degassing Project. Projekt zbira podatke o stopnjah emisij ogljikovega dioksida in žveplovega dioksida iz subaerialnih vulkanov.

### Aktivnost 2017
9. aprila 2017 so uradniki narodnega parka uvedli omejitve za obiskovalce Poása zaradi povečane količine strupenih plinov v kraterju na vrhu. Zaradi eksplozije 12. aprila so uradniki priljubljeni park zaprli za obiskovalce. Ukrep so poimenovali 'začasen'. Evakuirali so tudi nekatere bližnje prebivalce.
14. aprila 2017 sta dva izbruha ob 07:39 in 07:57 ustvarila več kot tri kilometre visok steber pepela in hlapov. Nadaljnje eksplozije so se zgodile 16. aprila.
Po močni eksploziji 22. aprila, ki je poslala žareče kamenje na veliko območje, ki je poškodovalo park in infrastrukturo, je predsednik Kostarike Luis Guillermo Solis naslednja dva dni obiskal okoliška mesta. Lastniki podjetij so opisali negativne finančne posledice zaprtja parka, Solis pa je objavil videoposnetek v španščini in angleščini, v katerem potencialne turiste poziva, naj obiščejo bližnje lokalne trgovine in restavracije. Obljubil je tudi, da bodo agencije za nujne primere še naprej pripravljale posodobljena poročila o izbruhu. Od 1. septembra 2018 je bil narodni park ponovno odprt z omejenim dostopom in spremenjenimi predpisi. Obiskovalci morajo opraviti spletno rezervacijo za vstop v park, število obiskovalcev in dovoljeni čas ob kraterju pa sta omejena. Septembra 2018 je odprto samo glavno opazovalno območje kraterja. Od aprila 2023, medtem ko nekatere sosednje poti ostajajo zaprte, je odprta pot do Botoškega jezera.

### Dejavnost 2019
- 11. februar 2019: Po podatkih Vulkanološkega in seizmološkega observatorija Kostarike (OVSICORI) se je izbruh začel v ponedeljek ob 1:50 zjutraj in poslal steber pepela 200 metrov nad krater.[15]
- 30. september 2019, 05:41: Izbruh pepela in trdnega materiala z 2-kilometrskim stolpcem v nasprotju s prejšnjimi aktivnostmi vodne pare 23. septembra 2019.[16]

- Botoško jezero je neaktivni krater v nacionalnem parku vulkana Poás
- Fumarole v kraterju Poás

## Geološka dediščina IUGS
Mednarodna zveza geoloških znanosti (IUGS) je vključila 'ognjenik Poás' v svojo skupino 100 mest geološke dediščine, po vsem svetu na seznamu, objavljenem oktobra 2022, ker gre za »ikoničen in tipičen primer masivnega stratovulkana, podobnega ločnemu ščitu, in tipičen primer kompleksa aktivnega kraterskega jezera«. Organizacija opredeljuje območje geološke dediščine IUGS kot »ključno mesto z geološkimi elementi in/ali procesi mednarodnega znanstvenega pomena, ki se uporablja kot referenca in/ali z pomemben prispevek k razvoju geoloških znanosti skozi zgodovino«.